# アンティオキアの聖マルガリタ (スルバラン)
『アンティオキアの聖マルガリタ』（アンティオキアのせいマルガリタ、西: Santa Margarita de Antioquía、英: Saint Margaret of Antioch ）は、スペインのバロック絵画の巨匠フランシスコ・デ・スルバランが1631年にキャンバス上に油彩で制作した絵画である。画家による処女殉教聖女像のうちの1点で、アンティオキアの聖マルガリタが描かれている。1855年ごろ、スペイン女王イサベル2世から第2代アシュバートン男爵に贈られてイギリスにもたらされた。作品は、1903年に購入されて以来、ロンドン・ナショナル・ギャラリーに展示されている。 

## 作品
聖マルガリタは、現トルコのアンティオキアに生まれたとされる伝説上の殉教者である。13世紀にヤコブス・デ・ウォラギネが著した『黄金伝説 (聖人伝)』によれば、彼女は15歳のころ、養母の羊たちの番をしていたところを通りがかった長官に見初められ、結婚を申し込まれたが、キリスト教信仰を理由に拒絶して逮捕された。マルガリタは牢屋に投げ込まれ、悪魔が龍に変じて現れ、彼女を呑み込んだが、手に持った十字架の力により龍の腹が裂け、彼女は無傷で逃れた。
マルガリタはスペインの教会に多い彩色された彫刻のようにしっかりと立っており、ほとんど均一な強烈な光で上方から照らされている。マルガリタは伝承に則り、背後に龍を従えた羊飼いの姿で表されている。彼女は右手に金属製の牧杖を持っており、つば広の麦わら帽子を被って、サユエロ (sayuelo) と呼ばれる青い上着の上にペリーカ (pellica) と呼ばれる仔羊の毛皮のチョッキを羽織っている。左手には祈祷書をもち、左腕には、赤、青、黄色の縞模様が目を引くアルフォルハス (alforjas)と呼ばれる鞄を提げている。研究者によれば、このアルフォルハスはアンダルシア地方西部で制作されるものと共通するという。
羊飼いの姿とはいえ、彼女の衣服は百姓風の衣装から粗野な要素を除いて洗練されたものになっており、貴婦人のように見える。帽子も、17世紀のスペインの貴婦人たちが田舎に遊山に行くときに被ったものを麦わらという粗末な素材に変えて表したものである。なお、彼女の目と顔だちを『聖アガタ』 と同じだと特定する美術史家もいる。
スルバランの聖女像は評判を呼んだようで、それらの多くは工房の助けを借りながら制作され、スペインや新大陸各地の修道院用に大量に供給された。ある場合には祭壇衝立の一部として、また、ある場合には独立した礼拝図であったらしい。本作はスルバラン自身が単独で、独立した礼拝図として制作したと考えられ、画家の初期様式の優れた作例である。とりわけ、明らかに現物を前にして描かれた生地の質感と細部は見事で、静物画に境地を見出した画家の真骨頂を示している。